# 104-я истребительная авиационная дивизия ПВО
104-я истреби́тельная авиацио́нная диви́зия ПВО (104-я иад ПВО) — авиационное соединение ПВО Вооружённых Сил РККА, принимавшее участие в боевых действиях Великой Отечественной войны.

## История наименований
- 104-я истребительная авиационная дивизия ПВО
- 104-я истребительная авиационная дивизия

## Создание дивизии
104-я истребительная авиационная дивизия ПВО начала формирование 24 ноября 1941 года Приказом НКО СССР от 09.11.1941 года. Окончательно дивизия сформирована в феврале 1942 rода для авиационного прикрытия Архангельского порта и конвоев в Двинском заливе в составе Архангельского дивизионного района ПВО.

## Расформирование дивизии
104-я истребительная авиационная дивизия ПВО в июле 1946 года расформирована в составе 19-й воздушной истребительной армии ПВО.

## В действующей армии
В составе действующей армии:
- 10 февраля 1942 года по 30 сентября 1944 года.

## Командиры дивизии
| Звание                  | Имя                           | Период                  | Примечание |
| ----------------------- | ----------------------------- | ----------------------- | ---------- |
| Генерал-майор авиации   | Демидов Александр Афанасьевич | 24.11.1941 — 01.08.1942 |            |
| Подполковник            | Беляков Константин Дмитриевич | 01.08.1942 — 16.11.1942 | ВрИД       |
| Генерал-майор авиации   | Гусев Александр Иванович      | 16.11.1942 — 15.10.1943 |            |
| Полковник               | Куреш Михаил Фёдорович        | 16.10.1943 — 16.12.1944 |            |
| Подполковник, Полковник | Беляков Константин Дмитриевич | 17.12.1944 — 07.1946    |            |
| Полковник               | Мельников Игорь Сергеевич     | 04.1947 — 10.1948       |            |

## В составе объединений
| Дата          | Фронт (округ)               | Район (армия ПВО, корпус ПВО)           | Примечание |
| ------------- | --------------------------- | --------------------------------------- | ---------- |
| 24.11.1941 г. | ВВС ПВО                     |                                         |            |
| 24.12.1941 г. | Архангельский военный округ | Архангельский дивизионный район ПВО     |            |
| 29.06.1943 г. | Западный фронт ПВО          | Архангельский дивизионный район ПВО     |            |
| 21.04.1944 г. | Северный фронт ПВО          | 78-я дивизия ПВО                        |            |
| 24.12.1944 г. | Западный фронт ПВО          | 78-я дивизия ПВО                        |            |
| 01.02.1945 г. | Центральный фронт ПВО       | 78-я дивизия ПВО                        |            |
| 01.04.1945 г. | Центральный фронт ПВО       | 1-я воздушная истребительная армия ПВО  |            |
| 09.05.1945 г. | Центральный фронт ПВО       | 1-я воздушная истребительная армия ПВО  |            |
| 10.06.1945 г. | Беломорский военный округ   | 19-я воздушная истребительная армия ПВО |            |
| 10.01.1946 г. | Архангельский военный округ | 22-я воздушная истребительная армия ПВО |            |

## Части и отдельные подразделения дивизии
За весь период своего существования боевой состав дивизии претерпевал изменения, в различное время в её состав входили полки:
| Период                  | Наименование                              | Примечание              |
| ----------------------- | ----------------------------------------- | ----------------------- |
| 01.04.1944 — 01.08.1946 | 119-й истребительный авиационный полк ПВО | передан в 19-ю ВИА ПВО  |
| 15.04.1942 — 10.11.1943 | 348-й истребительный авиационный полк ПВО | передан в 310-ю иад ПВО |
| 09.02.1942 — 10.10.1948 | 729-й истребительный авиационный полк ПВО | передан в 19-ю ВИА ПВО  |
| 09.02.1942 — 01.07.1944 | 730-й истребительный авиационный полк ПВО | передан в 125-ю иад ПВО |

## Участие в операциях и битвах
- ПВО Архангельска и Северодвинска — с 24 ноября 1941 года по июль 1946 года.
- ПВО Беломорского военного округа

## Базирование
| Период               | Место       |
| -------------------- | ----------- |
| 24.11.1941 — 10.1948 | Архангельск |